# Taleesa
Taleesa, właściwie Emanuela Gubinelli-Corkan (ur. 19 listopada 1960 we Włoszech) – piosenkarka, autorka tekstów piosenek i kompozytorka.
Wszystkie informacje publikowane dotychczas tj. urodzona w 1971 r., w Kalifornii, studiowała w USA, posiada kontrakty z Sony Music, sprzedała 2 miliony płyt, otrzymała złotą płytę itd. są nieprawdziwe i były one częścią kreowania jej wizerunku. 
Prawda jest taka, że jej były chłopak pochodził z Santa Monica i pomagał jej w pisaniu tekstów w języku angielskim. Ma jedną siostrę i dwóch braci. Jej rodzice wychowywali ją w bardzo konserwatywny i staromodny sposób (miała mało swobody dla siebie), jednak dzięki temu już w bardzo młodym wieku mogła rozpocząć naukę gry na gitarze, pianinie i skrzypcach. 
W wieku 11 lat postanowiła przystąpić do miejscowego zespołu rockowego. Niedługo później postanowiła uciec z domu wraz ze swoim zespołem i wyruszyć w trasę koncertową. 
Po powrocie podpisała kontrakt z wytwórnią muzyczną WEA i pod pseudonimem Marina Lai nagrała swój pierwszy singiel Io Vivo (1979) występując z nim dwa lata później na włoskim Sanremo Festival. Rok później wydała singiel Centomila Amori Miei (1982) i kolejny Vola (1984). Później zerwała kontrakt, gdyż nie odniosła sukcesu, którego oczekiwała. 
Trzy lata później powróciła z większym doświadczeniem i jako Manuela wydała dwa single I'm Crazy For You (1987) oraz Love For Free (1988). 
W tym samym czasie nagrała także wokale do albumu Day By Day Toma Hookera (Den Harrow).
W 1990 poznała włoskiego producenta muzycznego Stefano Secchi dla którego napisała dwa utwory I Say Yeah (1990) oraz Keep On Jammin (1991). 
Rok później przy współpracy ze Stefano nagrała solowy singiel One Love In My Lifetime. W tym samym roku pod pseudonimem Talysha nagrała Living For Love, który okazał się znacznym hitem we Francji.
W międzyczasie podpisała kontrakt z wytwórnią Time Records dla której w duecie z Clarą Moroni nagrała utwór Somebody Tonight.
W 1992 przyłączyła się do duetu Co.Ro., z którym osiągnęła największe sukcesy nagrywając utwory Because The Night oraz There Something Going On, które znalazły się na albumie duetu rok później.
Pierwszy singiel Taleesy I Found Love  wydany został w 1994 r. z nakładem Time Records, a przy produkcji brał udział Le Click Team (znany z produkcji La Bouche). Rok później ukazał się singiel Let Me Be uważany za najbardziej znaczący w solowym dorobku artystki.
W 1996 roku po odejściu Clary Moroni ze studia Time Records przejęła po niej większość projektów tj. Anika, Jilly, Maggie May, Vanessa, a wraz z Eleną Ferretti tworzyła duety tj. Gipsy & Queen, Les Blue Belles, Macho Gang i wiele innych. Warto wspomnieć, że przyjaźniła się z obiema piosenkarkami. Clara Moroni wraz ze swoim mężem Laurentem Gelmetti-Newfield po założeniu swojej wytwórni muzycznej Delta Music napisali dla niej utwór Heart Of Stone pod pseudonimem Leslie Parrish, którego później używała Clara. 
W 1998 założyła swoją własną wytwórnię i wydawnictwo pod nazwą LuvEnColors, które obecnie funkcjonuje jako wydawnictwo filmowe.
W 1999 zaczęła nagrywać materiał na album Whatever Happened Lately?. Płyta miała zawierać 12 utworów w języku angielskim i hiszpańskim. Album ten jednak nigdy się nie ukazał. 
W kolejnych latach Taleesa skupiała się na trasach koncertowych, a w międzyczasie nagrywała nowe utwory z gatunków tj. House, Dance oraz Eurobeat, który kierowany był głównie na rynek azjatycki.
W latach 2000-2003 wraz z hiszpańskim duetem De La Cruz nagrała kolejno utwory w stylistyce Progressive House: My Love Is A DJ, Listen To My Heart, There's No Right oraz In My Mind
W roku 2003 nagrała utwór Over You bazując stylistycznie na piosence Kylie Minogue Can't Get You Out Of My Head
W roku 2007 w swoim domowym studio nagrała utwór Children Alone napisany przez nią i jej partnera ku dzieciom chorym na AIDS.
Ostatnim singlem jest wydany we współpracy z duetem Muthagroove utwór My Body And My Soul z 2009 r.

## Dyskografia
| Rok  | Tytuł                      | Pseudonim                                    | Gatunek     | Wytwórnia płytowa        |
| ---- | -------------------------- | -------------------------------------------- | ----------- | ------------------------ |
| 1979 | Io Vivo                    | Marina Lai                                   | Pop         | WEA                      |
| 1982 | Centomila Amori Miei       | Marina Lai                                   | Pop         | WEA                      |
| 1984 | Vola                       | Marina Lai                                   | Pop         | WEA                      |
| 1987 | I'm Crazy For You          | Manuela                                      | Italo disco | Esquire Records          |
| 1988 | Love For Free              | Manuela                                      | Italo disco | Esquire Records          |
| 1990 | One Day                    | Janet                                        | Italo disco | High Energy              |
| 1991 | Somebody Tonight           | Alexis                                       | Eurobeat    | Time Records             |
| 1991 | One Love In My Lifetime    | Stefano Secchi feat. Taleesa                 | House       | ZYX Music                |
| 1991 | Living For Love            | Talysha                                      | House       | Out                      |
| 1991 | Hold Me Please             | Angie Starr                                  | Hi-NRG      | FLEA                     |
| 1991 | Walking In The Moon Light  | Annabelle                                    | Italo disco | Disco Energy             |
| 1991 | Come On Come On            | Donna Luna                                   | Hi-NRG      | FLEA                     |
| 1991 | Baby I'm Sorry             | Giselle                                      | Eurobeat    | Time Records             |
| 1991 | When I'm With You          | Lilac                                        | Hi-NRG      | FLEA                     |
| 1991 | Tokyo Night                | Mandy Gordon                                 | Hi-NRG      | FLEA                     |
| 1991 | Open Your Heart            | Morena                                       | Eurobeat    | Time Records             |
| 1992 | Tomorrow Night             | Angie Davies                                 | Eurobeat    | Time Records             |
| 1992 | Just In Time               | Angie Starr                                  | Hi-NRG      | FLEA                     |
| 1992 | A Reason To Love           | Bella & Blue                                 | Hi-NRG      | FLEA                     |
| 1992 | Because The Night          | Co.Ro. feat. Taleesa                         | House       | ZYX Music                |
| 1992 | If I Can't Have You        | Donna Luna                                   | Hi-NRG      | FLEA                     |
| 1992 | Satisfied                  | Emanuella                                    | House       | Top Secret Records       |
| 1992 | Hot Summer Nights          | High Frequency                               | Eurobeat    | Time Records             |
| 1992 | Hold Me In Your Arms       | Karin Rex                                    | Hi-NRG      | FLEA                     |
| 1992 | All Day                    | Kate & Karen                                 | Eurobeat    | Time Records             |
| 1992 | Leave Me Alone             | Licia                                        | Hi-NRG      | Beaver Records           |
| 1992 | Shake Shake                | Macho Gang                                   | Eurobeat    | Time Records             |
| 1992 | Love Me Do                 | Maggie Sue                                   | Hi-NRG      | FLEA                     |
| 1992 | Toy Joy My Boy             | Maggie Sue                                   | Hi-NRG      | FLEA                     |
| 1992 | Everyday                   | Morena                                       | Eurobeat    | Time Records             |
| 1992 | Baila Macho                | Paula Marsh                                  | Hi-NRG      | FLEA                     |
| 1992 | I Promise My Heart         | Ross                                         | Hi-NRG      | FLEA                     |
| 1992 | We Are Easy To Love        | Stefano Secchi feat. Taleesa                 | House       | Propio Records           |
| 1992 | Can You Do It Forever      | Virgin                                       | Eurobeat    | Time Records             |
| 1993 | Brothers In The Space      | Aladino                                      | House       | Italian Style Production |
| 1993 | Make It Right Now          | Aladino                                      | House       | Italian Style Production |
| 1993 | There's Something Going On | Co.Ro. feat. Taleesa                         | House       | ZYX Music                |
| 1993 | I Break Down And Cry       | Co.Ro. feat. Taleesa                         | House       | ZYX Music                |
| 1993 | 4 Your Love                | Co.Ro. feat. Taleesa                         | House       | ZYX Music                |
| 1993 | Fly Up In The Sky          | Dolly                                        | Eurobeat    | Time Records             |
| 1993 | Shy Boy                    | Dolly                                        | Eurobeat    | Time Records             |
| 1993 | My Heart And My Soul       | Morena                                       | Eurobeat    | Time Records             |
| 1993 | Stop Me                    | Morena                                       | Eurobeat    | Time Records             |
| 1993 | A Brighter Day             | Stefano Secchi feat. Taleesa                 | House       | Propio Records           |
| 1993 | Tell Me I'm The One        | Virgin                                       | Eurobeat    | Time Records             |
| 1993 | You're So Crazy            | Virgin                                       | Eurobeat    | Time Records             |
| 1994 | Call My Name               | Aladino                                      | House       | Italian Style Production |
| 1994 | Don't Drop Me              | Ann Sinclaire                                | Eurobeat    | Time Records             |
| 1994 | Got To Feel It             | Morena                                       | Eurobeat    | Time Records             |
| 1994 | Promise                    | No Name                                      | Eurodance   | TIME                     |
| 1994 | I Found Luv                | Taleesa                                      | Eurodance   | TIME                     |
| 1995 | Let Me Be                  | Taleesa                                      | Eurodance   | TIME                     |
| 1996 | Burning Up                 | Taleesa                                      | Eurodance   | TIME                     |
| 1996 | Sexy Shock                 | Anika                                        | Eurobeat    | Time Records             |
| 1996 | Love And Fire              | Ann Sinclair                                 | Eurobeat    | Time Records             |
| 1996 | Turn This Beat Around      | Dolly                                        | Eurobeat    | Time Records             |
| 1996 | Made In Italy              | Gipsy & Queen                                | Eurobeat    | Time Records             |
| 1996 | Magic Japan                | High Frequency                               | Eurobeat    | Time Records             |
| 1996 | Bad Bad Boy (I Need)       | Ika                                          | Eurobeat    | Time Records             |
| 1996 | Feelin' Blue               | Jilly                                        | Eurobeat    | Time Records             |
| 1996 | Sexy Ladie (Over n' Over)  | Jilly                                        | Eurobeat    | Time Records             |
| 1996 | Knock Knock Knock          | Les Blue Belles                              | Eurobeat    | Time Records             |
| 1996 | Heart Of Stone             | Leslie Parrish                               | Eurobeat    | Delta                    |
| 1996 | Light My Heart             | Linda Ross                                   | Eurobeat    | Time Records             |
| 1996 | Music Takes My Breath Away | Morena                                       | Eurobeat    | Time Records             |
| 1996 | Wonderful Christmas        | Niki Niki                                    | Eurobeat    | Time Records             |
| 1996 | Suit Case Sally            | Sally Rendell                                | Eurobeat    | Time Records             |
| 1996 | Forever For Me For You     | Serena                                       | Eurobeat    | Time Records             |
| 1996 | Falling In Love            | Taleesa                                      | Eurodance   | ZYX Music                |
| 1996 | I Wanna Give               | Taleesa                                      | House       | Flying Records           |
| 1996 | Jambalaya (On The Bayou)   | Taleesa                                      | House       | Spotlight Records        |
| 1996 | Bye Bye Japan              | Vanessa                                      | Eurobeat    | Time Records             |
| 1997 | I Wanna Go                 | Ann Sinclair                                 | Eurobeat    | Time Records             |
| 1997 | Like Ah Rainbow            | Ann Sinclair                                 | Eurobeat    | Time Records             |
| 1997 | Love                       | Ann Sinclair                                 | Eurobeat    | Time Records             |
| 1997 | Run 4 Fun                  | Debby                                        | Eurobeat    | Time Records             |
| 1997 | Gimme Gimme Gimme          | High Frequency                               | Eurobeat    | Time Records             |
| 1997 | Eternity                   | Linda Ross                                   | Eurobeat    | Time Records             |
| 1997 | Love & Passion             | Love & Pride                                 | Eurobeat    | Time Records             |
| 1997 | Tell Me                    | Maggie May                                   | Eurobeat    | Time Records             |
| 1997 | Tonight                    | Maggie May                                   | Eurobeat    | Time Records             |
| 1997 | Never And Ever             | Marie Belle                                  | Eurobeat    | Time Records             |
| 1997 | Faithfull                  | Morena                                       | Eurobeat    | Time Records             |
| 1997 | Ready 4 Love               | Morena                                       | Eurobeat    | Time Records             |
| 1997 | Boom Boom Baby             | Niki Niki feat. Karen                        | Eurobeat    | Time Records             |
| 1997 | Internet Love              | Taleesa                                      | Eurodance   | Spotlight Records        |
| 1997 | Move Your Body             | Terry Gordon                                 | Eurobeat    | Time Records             |
| 1997 | Time                       | Vanessa                                      | Eurobeat    | Time Records             |
| 1998 | In The Name Of Passion     | Anika                                        | Eurobeat    | Time Records             |
| 1998 | Super Super Love           | Anika                                        | Eurobeat    | Time Records             |
| 1998 | Come Together              | Ann Sinclair                                 | Eurobeat    | Time Records             |
| 1998 | Go Go Godzilla             | Ika                                          | Eurobeat    | Time Records             |
| 1998 | Boy Toy (You Are)          | Gipsy & Queen                                | Eurobeat    | Time Records             |
| 1998 | Be My Babe                 | Jilly                                        | Eurobeat    | Time Records             |
| 1998 | Hot Love Desire            | Jilly                                        | Eurobeat    | Time Records             |
| 1998 | Riding In The Sky          | Linda Ross                                   | Eurobeat    | Time Records             |
| 1998 | Move On                    | Love & Pride                                 | Eurobeat    | Time Records             |
| 1998 | 1 2 3                      | Niki Niki                                    | Eurobeat    | Time Records             |
| 1998 | Let Me Be Your Love        | Niki Niki                                    | Eurobeat    | Time Records             |
| 1998 | You And Me                 | Taleesa                                      | Eurodance   | Paradoxx Music           |
| 1998 | Kiss Kiss Kiss Me          | Vanessa                                      | Eurobeat    | Time Records             |
| 1999 | Come Back 2 Me             | Anika                                        | Eurobeat    | Time Records             |
| 1999 | I Need A Miracle           | Ann Sinclaire                                | Eurobeat    | Time Records             |
| 1999 | Up n' Down                 | Kate & Karen                                 | Eurobeat    | Time Records             |
| 1999 | Tell Me Why (I Love You)   | Niki Niki                                    | Eurobeat    | Time Records             |
| 1999 | Beach Boy                  | Taleesa                                      | Eurodance   | Paradoxx Records         |
| 1999 | Bye Bye                    | Vanessa                                      | Eurobeat    | Time Records             |
| 2000 | My Love Is A DJ            | De La Cruz feat. Taleesa                     | Eurodance   | Cyber Music              |
| 2000 | One For Me One For You     | Ika                                          | Eurobeat    | Time Records             |
| 2000 | The Power Of Life          | Kate & Karen                                 | Eurobeat    | Time Records             |
| 2000 | Hai Go!!!                  | Vanessa                                      | Eurobeat    | Time Records             |
| 2001 | Listen To My Heart'        | De La Cruz feat. Taleesa                     | Eurodance   | Cyber Music              |
| 2002 | There's No Right           | De La Cruz feat. Taleesa                     | Eurodance   | Cyber Music              |
| 2003 | In My Mind                 | De La Cruz feat. Taleesa                     | Eurodance   | Elite Records            |
| 2003 | The Promise You Made       | DJ Stefy Energy feat. Taleesa & Aron Michael | House       | Definitiva               |
| 2003 | Over You                   | Taleesa                                      | House       | LuvEnColors              |
| 2007 | Children Alone             | Taleesa                                      | Pop         | LuvEnColors              |
| 2009 | My Body & Soul             | Muthagroove feat. Taleesa                    | House       | Melodia Records          |